# Jason Bartlett
Jason Alan Bartlett (Mountain View, 30 oktober 1979) is een Filipijns-Amerikaanse honkbalspeler. Barlett is sinds 2004 actief in de Major League Baseball. Sinds 2008 speelt hij voor de Tampa Bay Rays. Met die club haalde hij dat jaar direct de World Series.

## Biografie
Bartlett groeide op in Lodi en ging naar school op de St. Mary's (Stockton) High School. Daarna vervolgde hij zijn opleiding aan de University of Oklahoma.
Zijn Major League debuut was op 3 augustus 2004 voor de Minnesota Twins. In 2006 raakte Barlett samen zijn drie ploeggenoten Jason Tyner, Luis Castillo, and Nick Punto bekend onder de bijnaam Piranhas. Deze bijnaam was bedacht door Ozzie Guillén, de manager van de Chicago White Sox.
In het jaar 2007 maakte Bartlett de meeste fouten van alle korte stops in de Major League. Hij werd dat jaar samen met Matt Garza en Eduardo Morlan geruild voor Delmon Young, Jason Pridie en Brendan Harris van de Tampa Bay Rays.
Voor deze ploeg bleek hij, met name in defensief opzicht, een ware aanwinst. De ploeg presteerde, mede hierdoor, goed en behaalde dat jaar de World Series waarin het verloor van de Philadelphia Phillies met 1-4